# Vallard-Atlas
Der Vallard-Atlas ist ein im Jahr 1547 in Dieppe (Seine-Maritime) im Norden Frankreichs entstandener Weltatlas. Er wurde Nicolas Vallard zugeschrieben, doch es bestehen Zweifel an seiner Urheberschaft und man glaubt, dass er auf einem früheren portugiesischen Prototyp basierte.

## Geschichte

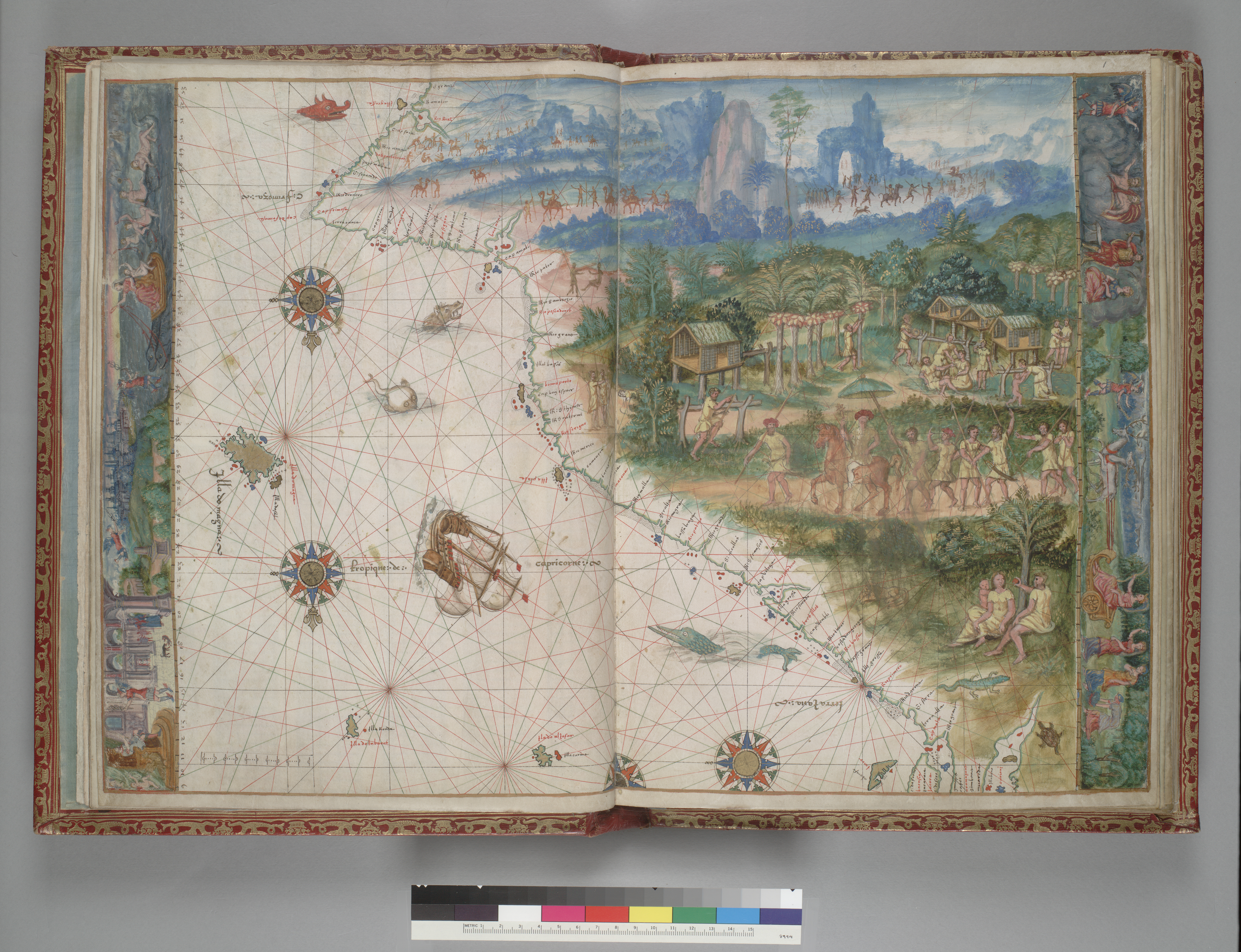
Vallard-Atlas (1547) Ostküste Australiens

Es handelt sich um einen der berühmtesten Atlanten des 16. Jahrhunderts, ein Beispiel für die sogenannte Kartographische Schule von Dieppe.
Man hat die Urheberschaft Nicolas Vallards in Zweifel gezogen und nimmt an, dass er nur der erste Eigentümer des Werkes war, dessen Urheberschaft einem unbekannten portugiesischen Kartographen zukomme.
Dieser Atlas zeigt zum ersten Mal die Ostküste Australiens, kurioserweise 200 Jahre vor deren Entdeckung durch den Kapitän James Cook, wodurch dieser Atlas belegen könnte, dass es sich bei der Zuschreibung der Entdeckung der australischen Ostküste an James Cook um einen Irrtum handelt.
Der Originalatlas befindet sich seit 1924 in der Huntington Library in San Marino (Kalifornien) in den USA.

## Beschreibung
Der Atlas besteht aus 68 Seiten, zu denen ein Kalender und 15 Seekarten mit prächtigen Illustrationen sowie ausführlichen maritimen Informationen gehören. Er enthält Illustrationen über die ursprüngliche Bevölkerung der Neuen Welt und ist daher ein wichtiges Zeugnis aus dem Zeitalter der Kolonisation.
Der Originalatlas wurde 1805 in rotem Leder mit Goldornamenten gebunden.
Eine Kuriosität dieses Werks liegt in der Tatsache, dass die Karten anders heutige Landkarten ausgerichtet sind, d. h., der Norden befindet sich unten auf der Landkarte, während der Süden oben auf derselben zu sehen ist.